# Csipkés őzlábgomba
A csipkés őzlábgomba (Macrolepiota excoriata) a csiperkefélék családjába tartozó, Európa és Észak-Amerika rétjein, erdőszélein honos, ehető gombafaj.

## Megjelenése
A csipkés őzlábgomba kalapja 5-9 cm átmérőjű; alakja fiatalon tojásszerű, később domborúan kiterül, de közepe púpos marad. Felületét parányi, egymástól alig elkülönülő, halvány okkerbarna szemcsék, pikkelykék borítják, amelyek a kalap széle felé csillagszerűen, csipkésen széthúzódnak és előtűnik a kalapbőr fehéres alapszíne. A szélső pikkelytáblák nagyok, szélük felkunkorodhat; a kalap széle fehér marad. Húsa fehér, sérülésre nem színeződik vagy hosszabb idő alatt megbarnul. Szaga és íze gyenge, kellemes, nem jellegzetes.
Lemezei sűrűk, szabadon állók. Színük fehér, idősen szürkülnek vagy halvány rozsdabarnán foltosodnak.
Spórapora fehér vagy halvány krémszínű. Spórái ellipszis alakúak, simák, vastag falúak, méretük 13-18 x 8-10 µm.
Tönkje 5-14 cm magas és 0,5-1,5 cm vastag. Alakja hengeres, a tövénél bunkósan megvastagodik. Belseje csöves. Felülete sima, fehér, nyomásra, sérülésre halványbarnán foltosodhat. Gallérja kettős peremű, gyenge, törékeny.

### Hasonló fajok
Leginkább az ehető, nagyobb termetű nagy őzlábgombára hasonlít, de összetéveszthető a kisebb, mérgező őzlábakkal is. 

## Elterjedése és termőhelye
Európában és Észak-Amerikában honos. 
Hegyvidéki és alföldi réteken, legelőkön, erdők, akácosok szélén fordul elő. Tavasztól késő őszig terem.

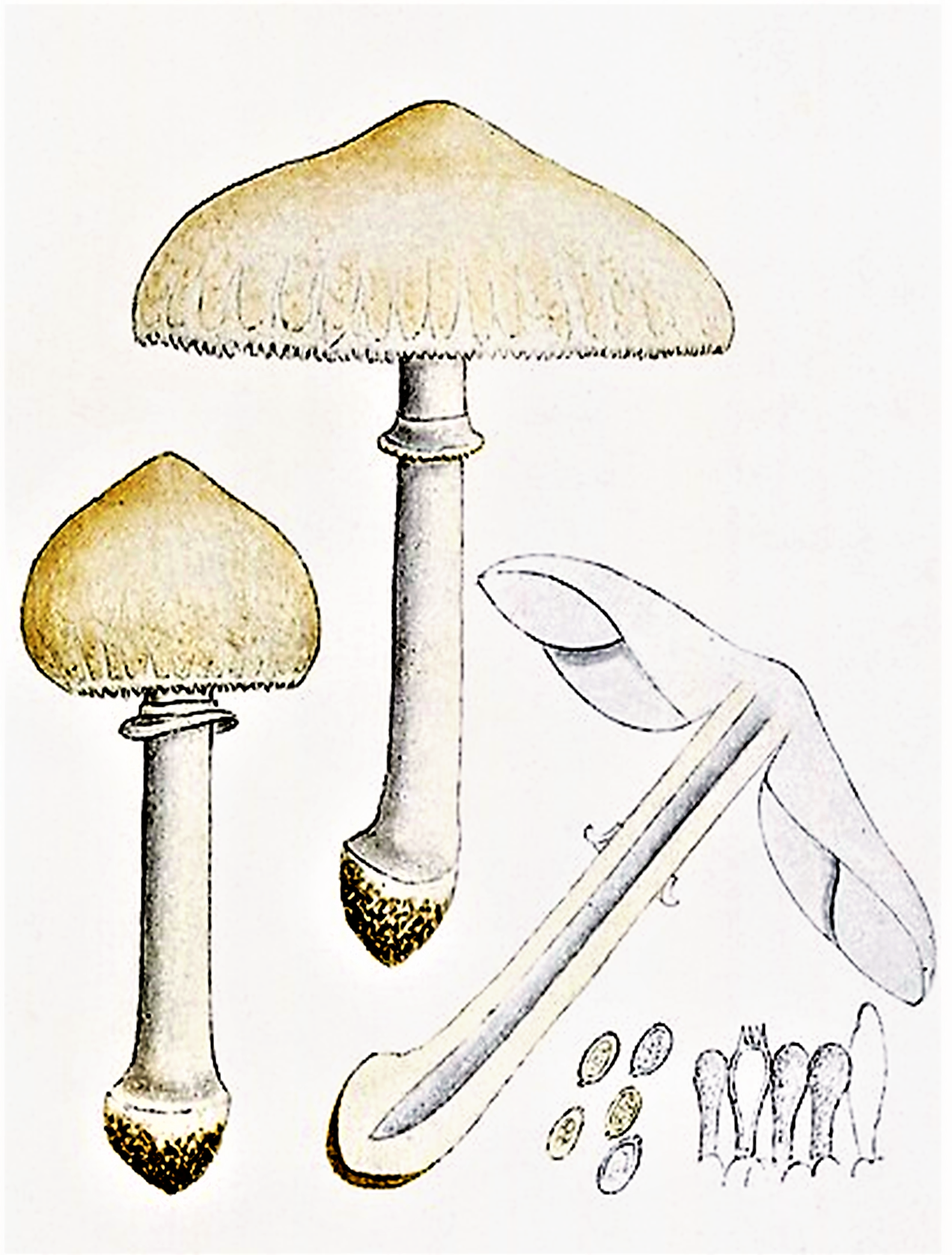
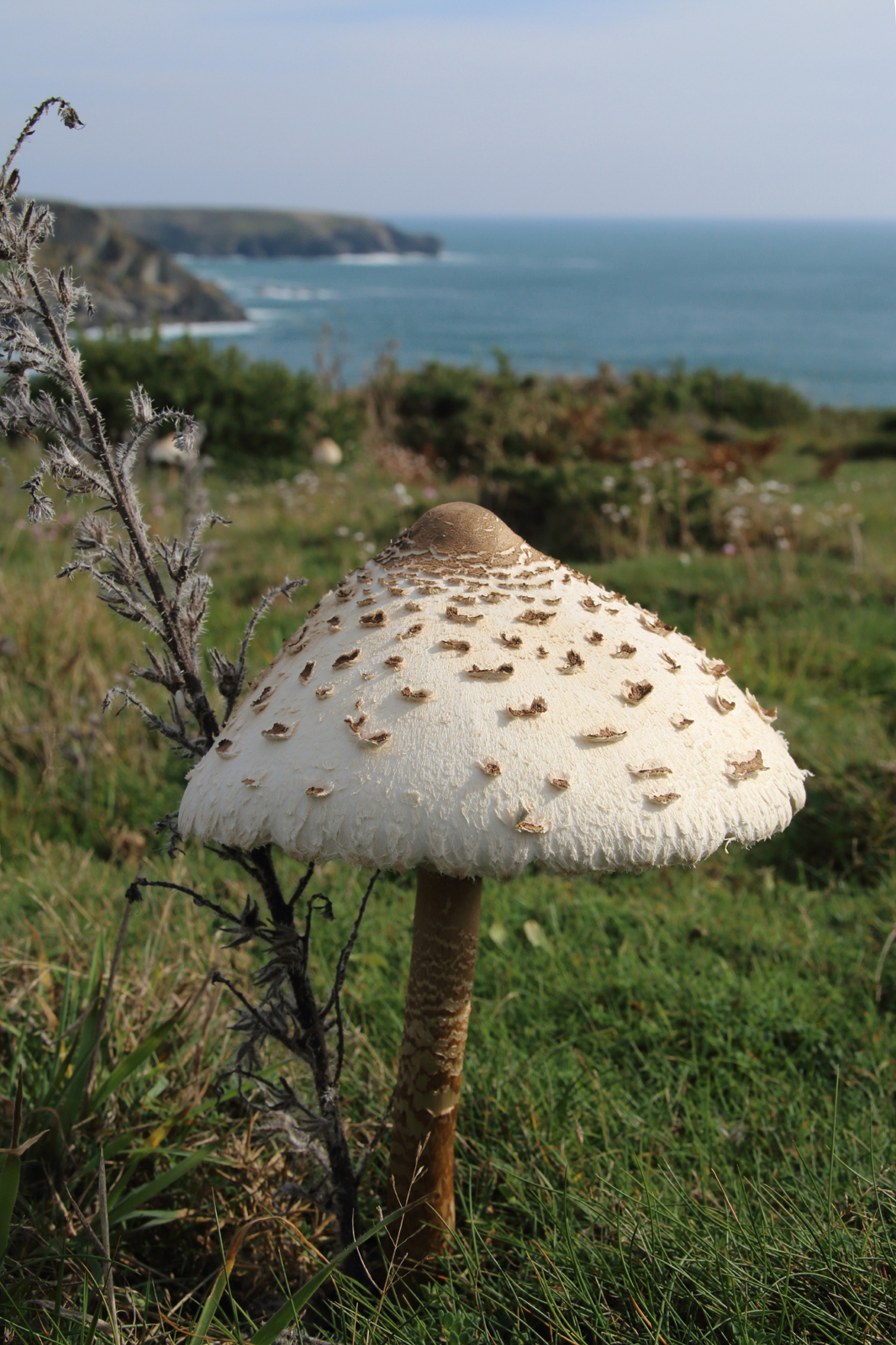
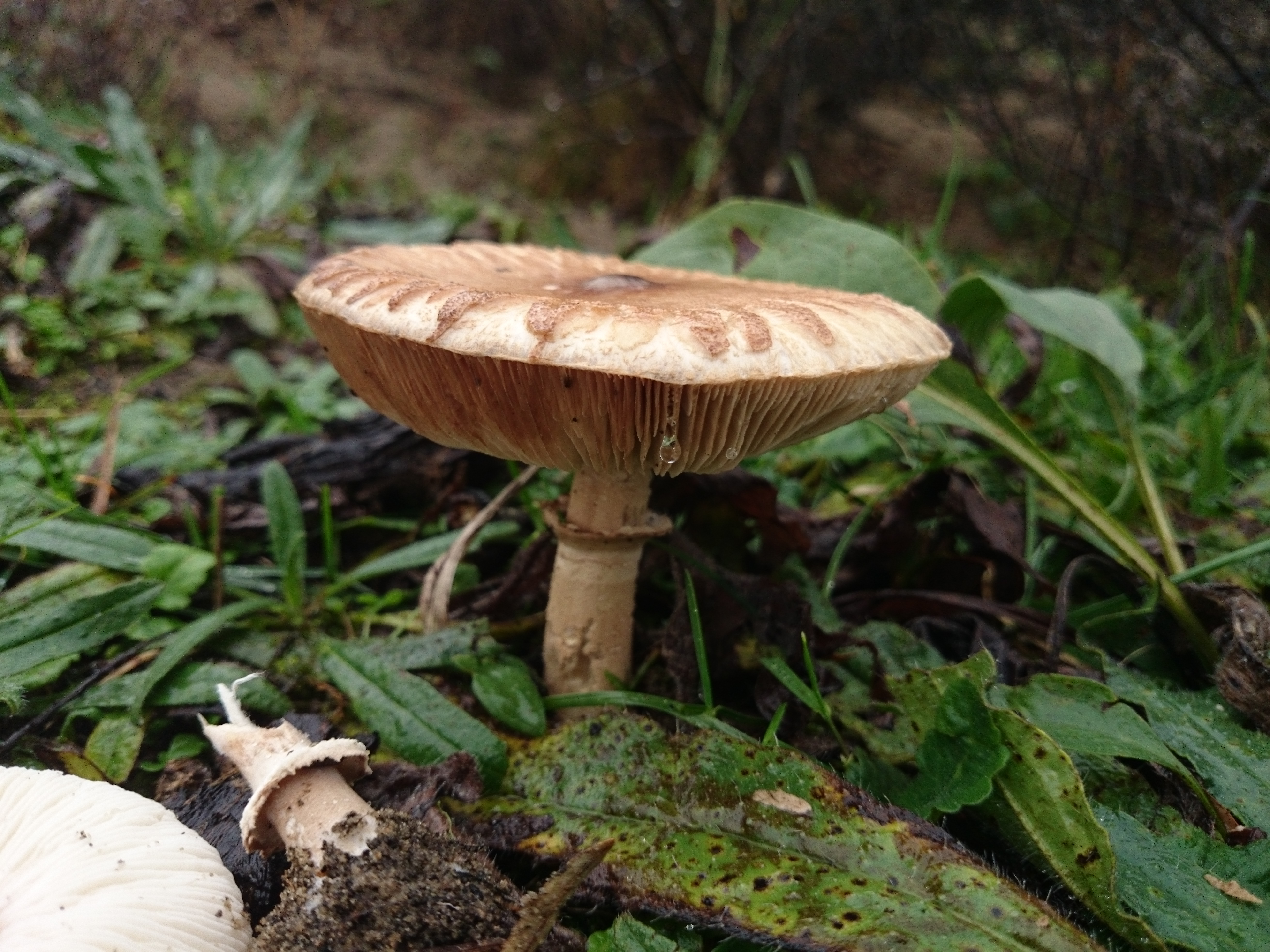
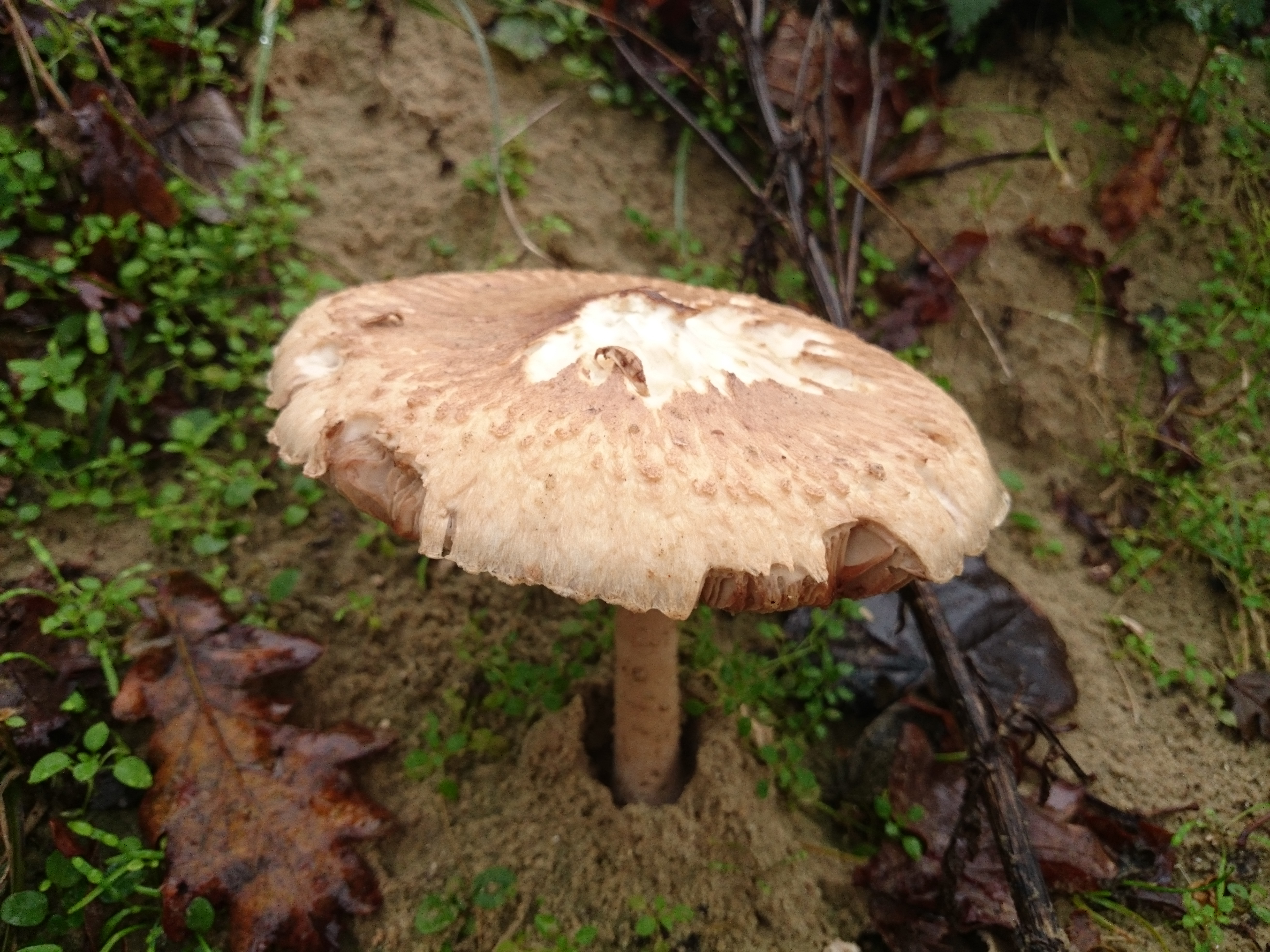

Ehető gomba.  